# Sotenäs kulturpris
Sotenäs kulturpris delas ut till enskild person eller ideell förening, som är eller har varit verksam för Sotenäs kommuns kulturliv. Priset, som delats ut sedan 1976, utgår som belöning för värdefull insats inom kulturell verksamhet. Nominering till pristagare kan göras av person, organisation, institution eller utbildningsnämndens ledamöter. Pristagare utses av utbildningsnämnden i Sotenäs kommun. Priset består av en check på 10 000 kronor och ett diplom som utdelas på kommunfullmäktiges decembermöte av utbildningsnämndens ordförande.
Pristagare 2017 var My Bäckström. År 2006 tilldelades Gerlesborgsskolans grundare Arne Isacsson Sotenäs kulturpris.